# Tegolophus meliflorus
Tegolophus meliflorus är en spindeldjursart som beskrevs av David C.M. Manson 1984. Tegolophus meliflorus ingår i släktet Tegolophus och familjen Eriophyidae. Inga underarter finns listade i Catalogue of Life.